# ژولیوس وس
یولیوس وس(به آلمانی: Julius Wess) (زاده ۵ دسامبر ۱۹۳۴ - درگذشته ۸ اوت ۲۰۰۷) فیزیک‌دان نظری اهل اتریش بود که به خاطر فعالیت‌هایش در ابرتقارن شهرت دارد. او همچنین برنده مدال ماکس پلانک و مدال وینگر بود. محل فعالیت او دانشگاه کارلسروهه بود.